# ناتالکا بیلوتسروکیوتس
ناتالکا بیلوتسروکیوتس (انگلیسی: Natalka Bilotserkivets؛ زادهٔ ۸ نوامبر ۱۹۵۴) شاعر، مترجم، و نویسنده اهل اوکراین است.